# Binnenbach
Binnenbach ist ein Kirchdorf und Ortsteil des Marktes Aindling im Landkreis Aichach-Friedberg, der zum Regierungsbezirk Schwaben in Bayern gehört.

Im örtlichen westmittelbairischen Dialekt heißt der Ort Binnabooch.

## Geographie
Binnenbach liegt nordöstlich von Aindling auf der Hochfläche des Unteren Lechrains der Aindlinger Terrassentreppe. Naturräumlich gehört es also zur Donau-Iller-Lech-Platte, die wiederum Teil des Alpenvorlandes ist, eine der Naturräumlichen Haupteinheiten Deutschlands.
Die Nachbarorte von Binnenbach sind der Hauptort Aindling im Südwesten, Edenhausen, Pichl und Eisingersdorf im Nordwesten und Norden, die Petersdorfer Ortsteile Axtbrunn, Willprechtszell, Schönleiten und Hohenried im Nordosten und Osten und Arnhofen im Süden.

## Geschichte
Der Ort wurde 1135 erstmals urkundlich erwähnt. Im 12. Jahrhundert erscheint ein „Adalbertus de Bunnenbach“ in den Traditionen des Klosters St. Ulrich und Afra zu Augsburg.

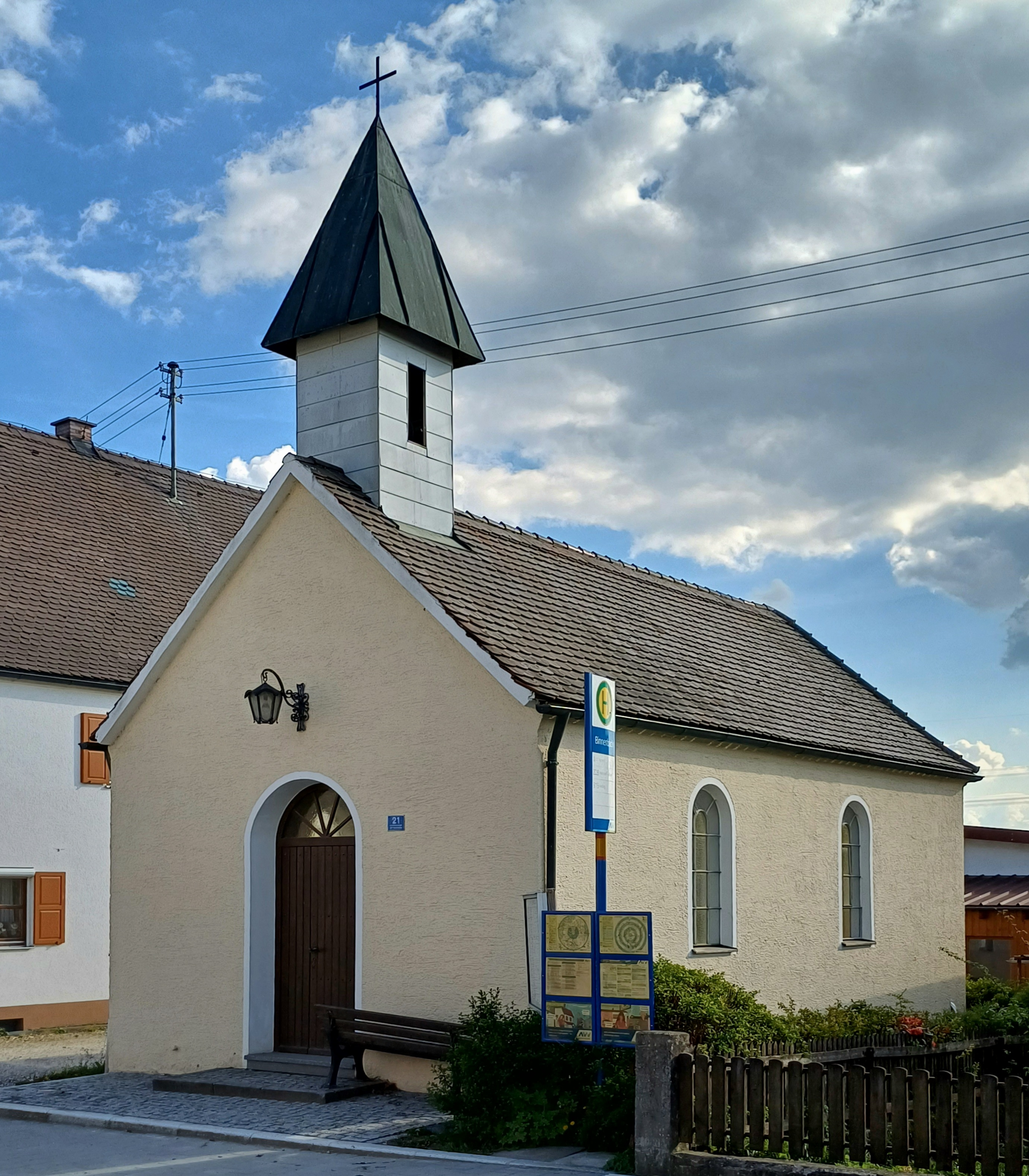
Kapelle St. Antonius von Padua

Binnenbach gehört zur katholischen Pfarrei Sankt Martin in Aindling. Die Kapelle St. Antonius von Padua ist das einzige eingetragene Baudenkmal. Der schlichte Rechteckbau mit Dachreiter ist von 1835 und wurde 1968 erneuert. Schulisch war der Ort auch stets nach Aindling orientiert.
Mit dem ersten Gemeindeedikt von 1808 wurde das Dorf dem Steuerdistrikt Pichl zugeschlagen, durch das zweite Gemeindeedikt von 1818 wurde Binnenbach eine selbstständige Gemeinde im Landgericht Aichach. Seit der Trennung von Justiz und Verwaltung am 1. Juli 1862 gehörte Binnenbach zum Bezirksamt Aichach (ab 1939: Landkreis Aichach). Am 1. Juli 1972 wurde der Ort dem neugegründeten Landkreis Aichach-Friedberg zugeschlagen, der bis zum 1. Mai 1973 den Namen Landkreis Augsburg-Ost trug. Am 1. April 1976 kam der Ort im Zuge der Gebietsreform in Bayern zum Markt Aindling.
Der fast ausschließlich landwirtschaftlich orientierte Ort wuchs nur langsam; gewerblich sind die beiden Sägewerke zu erwähnen.

## Bodendenkmäler
Siehe: Liste der Bodendenkmäler in Aindling